# Hôtel de la Caisse d'épargne de Moulins-Engilbert
L’hôtel de la Caisse d’épargne est un bâtiment du début du XXe siècle situé à Moulins-Engilbert, en France.

## Situation et accès
L’édifice est situé au no 14 de la place La-Fayette, dans le bourg de Moulins-Engilbert, et plus largement à l’est-sud-est du département de la Nièvre.

## Histoire
Face à un siège jugé exigu, le conseil des directeurs de la Caisse décide l’édification d’un nouvel édifice. La nouvelle agence ouvre au public le 4 octobre 1904.

## Structure
Victor Moreau, avocat et historien local, y trouve une « distribution étroite » et un « intérieur [qui] laisse à désirer ».